# Comté d'Oakland
Le comté d'Oakland (en anglais : Oakland County) est un comté situé au sud-est de l'État du Michigan. Le nom du comté est dérivé de l'arbre de chêne (oak en anglais), qui est commun dans la région. Le siège du comté est situé à Pontiac. Selon l'estimation de 2005 du Bureau du recensement, la plus grande ville du comté est Troy. 
En 2007, la population est de 1 206 089 habitants. Soit, le comté d'Oakland est le deuxième comté de Michigan le plus peuplé. Il est un des trois comtés principaux de la région Metro Detroit, avec le comté de Wayne et le comté de Macomb. 
Aujourd'hui Oakland est le comté le plus riche du Michigan. Le comté a une base économique orientée sur les véhicules à moteur, surnommé Automation Alley ("Allée des automobiles"), qui est l'un des plus grands centres d'emploi pour la technologie et des métiers relatifs aux États-Unis.

## Géographie
Le comté a une superficie de 2 352 km², dont 2 260 km² est de terre.

### Comtés adjacents
- Comté de Lapeer (nord-est)
- Comté de Genesee (nord-ouest)
- Comté de Macomb (est)
- Comté de Wayne (sud-est)
- Comté de Washtenaw (sud-ouest)
- Comté de Livingston (ouest)

## Éducation
Les villes d'Auburn Hills et de Rochester Hills accueillent l'université d'Oakland.